# Angeline Quinto
Angeline Quinto, née le 26 novembre 1989, est une chanteuse, actrice et personnalité de la télévision philippine. Connue pour son registre vocal et son style soul, la musique d'Angeline Quinto est saluée par la critique pour son contenu lyrique et ses thèmes sur l'amour, le chagrin d'amour et l'autonomisation. Elle figure dans les bandes originales de films et de séries télévisées aux Philippines.

## Biographie
Née à Sampaloc (en), Manille, elle se fait connaître après avoir remporté l'émission de télévision Star Power (en) en 2011. Elle  signe un contrat avec le label Star Music (en) et collabore avec l'auteur-compositeur et producteur Jonathan Manalo (en) pour commencer à enregistrer son premier album studio éponyme, soutenu par le single Patuloy Ang Pangarap (en français : Le rêve continue). L'album est certifié double platine par l'Association philippine de l'industrie du disque (en) et lui vaut un prix aux Aliw Awards (en) en tant que meilleure nouvelle artiste. Son album suivant, Fall In Love Again (2012), contient des chansons de films et de séries télévisées. Avec Sana Bukas pa ang Kahapon (2014), Angeline Quinto devient la première artiste philippine à enregistrer toutes les chansons d'une bande originale de série télévisée. Elle réinvente son image et son style avec les albums suivants, Higher Love (2013) et @LoveAngelineQuinto (2017), s'attirant des éloges pour sa croissance et sa maturité artistiques.
Angeline Quinto fait ses débuts au cinéma en jouant le rôle principal dans la comédie romantique Born to Love You (en) (2012). Elle joue ensuite le rôle principal dans la série dramatique Kahit Konting Pagtingin (en) (2013), remportant un prix aux Golden Screen TV Awards (en) pour la meilleure performance d'une actrice. Elle est également acclamée pour ses collaborations avec le cinéaste Joel Lamangan (en), la comédie That Thing Called Tanga Na (2016) et la comédie dramatique Foolish Love (2017). Elle étend sa carrière à la télé-réalité en participant au jeu musical I Can See Your Voice (en) (2017) et en jouant le rôle de guide dans le concours de talents Dream Maker (en) (2022). Elle a été récompensée de quatre Awit Awards (en), deux Box Office Entertainment Awards (en) et cinq Star Awards (en) pour la musique.